# Sensoriamento remoto

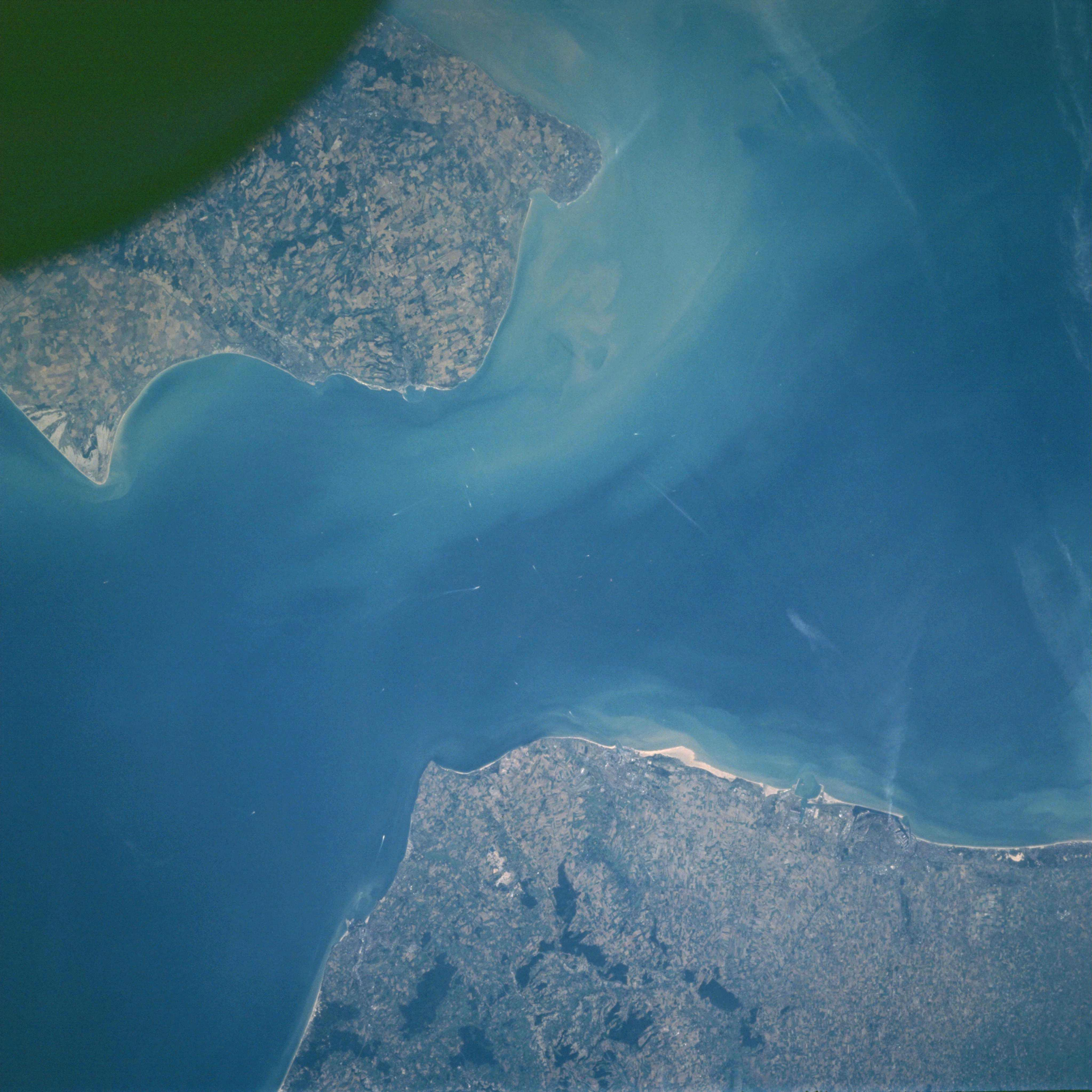
Estreito de Dover

Sensoriamento remoto (português brasileiro) ou deteção remota (português europeu) é o conjunto de técnicas que possibilita a obtenção de informações sobre alvos na superfície terrestre (objetos, áreas, fenômenos), através do registro da interação da radiação eletromagnética com a superfície, realizado por sensores distantes, ou remotos. Geralmente estes sensores estão presentes em plataformas orbitais ou satélites, aviões e a nível de campo. A NASA é uma das maiores captadoras de imagens recebidas por seus satélites. No Brasil, o principal órgão que atua nesta área é o Instituto Nacional de Pesquisas Espaciais.

## Definição
O sensoriamento remoto é o emprego de imagens da superfície da Terra para a realização de estudos. Ele refere-se à obtenção de informações sem o contato direto entre o pesquisador ou o equipamento e o objeto de estudo. Primeiramente essa técnica era utilizada através de fotografias aéreas tiradas a partir de balões, já no século XIX, sendo atualmente instrumentalizada, preferencialmente, por satélites e aviões.
Estima-se que a primeira aplicação do sensoriamento remoto, assim como ocorreu com outros tipos de tecnologias, foi para fins militares. Acoplavam-se câmeras fotográficas automáticas no corpo de pombos-correios para registrar ou mapear informações sobre territórios inimigos.
Com o tempo, as técnicas foram evoluindo cada vez mais, passando pelo uso de aviões com sensores que operam em elevadas altitudes para registrar o máximo de informações sobre a superfície, além do uso atual dos satélites, cada vez mais avançados tecnologicamente e tecnicamente mais precisos.
Quando o sensoriamento remoto opera a partir de imagens fotográficas da superfície terrestre, dá-se o nome de aerofotogrametria, que possui a vantagem de ser tecnicamente mais simples e relativamente mais precisa, em função da proximidade das fotografias aplicadas. Atualmente, todas as imagens com escala inferior a 1:5000 são obtidas através do uso dessa técnica.
Independente do tipo de equipamento utilizado, para se ter um melhor resultado, é preciso posicionar o sensor da forma mais vertical possível, a fim de se evitar distorções, principalmente em termos de escala e da área do terreno a ser representada.
Para complementar e ampliar o nível de informações geocartográficas coletadas durante os registros das diferentes paisagens, inúmeras técnicas foram desenvolvidas. Dentre elas, destaca-se o uso de imagens em infravermelho. Inicialmente utilizadas para fins militares a fim de detectar objetos inimigos camuflados nas diferentes localidades, o uso desse tipo de imagem é preferencialmente destinado a mapear atividades humanas e, inclusive, detectar ações de desmatamento e atividades produtivas em zonas de preservação ambiental.
Como podemos notar, o sensoriamento remoto é uma importante ferramenta para a melhor compreensão do espaço geográfico, sendo muito utilizado tanto para fins militares quanto para pesquisas científicas, ações de planejamento governamental, previsões meteorológicas, entre outras funções.
Atualmente têm havido um aumento da utilização desta técnica para a agricultura de precisão.

## Histórico
A evolução do sensoriamento remoto está ligada a alguns dos principais eventos abaixo;
- 1672 - Desenvolvimento da teoria da luz

- Newton: decomposição da luz branca
- Utilização de uma câmara primitiva
- 1839 - Desenvolvimento de equipamentos ópticos

- Pesquisas de novas substâncias fotosensíveis
- 1859 - Utilização de câmaras fotográficas a bordo de balões
- 1903 - Utilização de fotografias aéreas para fins cartográficos
- 1909 - Tomadas de fotografias aéreas a bordo de aviões
- 1930 - Coberturas sistemáticas do território para fins de levantamento de recursos naturais
- 1940 - Desenvolvimento de equipamentos para radiometria sensíveis à radiação infravermelha

- Utilização de filmes infra vermelho na II Guerra Mundial, para detecção de camuflagem
- 1944 - Primeiros experimentos para utilizar câmaras multi-espectrais
- 1954 - Desenvolvimento de radiômetros de microondas

- Testes iniciais visando a construção de radares de visada lateral
- 1961 - Desenvolvimento de processamentos ópticos e digitais

- Primeiros radares de visada lateral
- 1962 - Desenvolvimento de veículos espaciais tripulados e não-tripulados

- Lançamento de satélites meteorológicos
- Primeira fotografia orbital MA-4-Mercury
- 1972 - Fotografias digitais tiradas pelo programa Gemini

- Surgem outros programas espaciais envolvendo satélites de recursos naturais: SEASAT, SPOT, ERS, Landsat
- 1983 - Lançamento do Landsat 4, SIR-A, SIR-B, MOMS
- 1999 - Lançamento do CBERS-1
- 1991 - Lançamento do ERS-1
- 2003 - Lançamento do CBERS-2
- 2007 - Lançamento do CBERS-2B
- 2008 - Lançamento da constelação RapidEye

## Princípios físicos
Três elementos são fundamentais para o funcionamento de um sistema de sensoriamento remoto: Objeto de estudo, Radiação Eletromagnética e um Sensor.
Pelo princípio da conservação da energia, quando a radiação eletromagnética incide sobre a superfície de um material, parte dela será refletida por esta superfície, parte será absorvida e parte pode ser transmitida, caso a matéria possua alguma transparência. A soma desses três componentes (Reflectância, Absortância e Transparência) é sempre igual, em intensidade, à energia incidente.
O que nossos olhos percebem como cores diferentes são, na verdade, radiação eletromagnética de comprimentos de onda diferentes. A cor azul corresponde ao intervalo de 0,35 a 0,50 µm, a do verde vai de 0,50 a 0,62 µm e a do vermelho, de 0,62 a 0,70 µm (os intervalos são aproximados, e variam segundo a fonte de consulta). Estes intervalos também são conhecidos como "regiões". Abaixo do vermelho, está a região do infravermelho, e logo acima do azul está o ultravioleta. 
Os sensores remotos medem as intensidades do Espectro eletromagnético e, com essas medidas, obtém imagens nas regiões do visível (azul, verde e vermelho) ao infravermelho medem a intensidade da radiação eletromagnética refletida em cada intervalo pré-determinado de comprimento de onda.

## Níveis de aquisição
O sensoriamento remoto pode ser em nível terrestre, sub-orbital e orbital.
Os representantes mais conhecidos do nível sub-orbital são as também chamadas fotografias aéreas, utilizadas principalmente para produzir mapas. Neste nível opera-se também algumas câmeras de vídeo e radares.
No nível orbital estão os balões meteorológicos e os satélites. Os primeiros são utilizados nos estudos do clima e da atmosfera terrestre, assim como em previsões do tempo. Já os satélites também podem produzir imagens para uso meteorológico, mas também são úteis nas áreas de mapeamento e estudo de recursos naturais.
Ao nível terrestre são feitas as pesquisas básicas sobre como os objetos absorvem, refletem e emitem radiação. Os resultados destas pesquisas geram informações sobre como os objetos podem ser identificados pelos sensores orbitais.
Desta forma é possível identificar áreas de queimadas numa imagem gerada de um satélite, diferenciar florestas de cidades e de plantações agrícolas e até identificar áreas de vegetação que estejam doentes.

## Sistemas sensores
Os sistemas sensores presentes em satélites podem ser imageadores ou não imageadores, dependendo do tipo de produto gerado. Os sensores imageadores, dividem-se ainda em sistemas de varredura mecânica e sistemas de varredura eletrônica.
Os sensores também podem ser classificados em função da fonte de radiação eletromagnética.

Sensores ativos são responsáveis pelo envio de um sinal para a superfície da Terra e registram o sinal refletido, avaliando a diferença entre eles (Ex. RADAR). Por outro lado, os sensores passivos funcionam através do registro da radiação eletromagnética refletida pelo Sol.

## Resolução
A questão da resolução dos sensores remotos possui grande importância nesta ciência. O conceito de resolução está dividido em 4 classes: espacial, espectral, radiométrica e temporal. 
- A resolução espacial diz respeito à capacidade do sensor em dividir ou resolver os elementos na superfície terrestre. Quanto melhor a resolução espacial, maior o nível de detalhe observado. Não deve ser confundida com tamanho de pixel.

- A resolução espectral caracteriza a capacidade do sensor em operar em varias e estreitas bandas espectrais. Os sensores que operam em centenas de bandas são conhecidos como hiperespectrais.

- A resolução radiométrica está relacionada ao nível de quantização ou sensibilidade do sensor em detectar pequenas variações radiométricas.

- A resolução temporal é definida em função do tempo de revisita do sensor para um mesmo ponto da superfície terrestre.